# Ruth Nelson
Ruth Nelson (2 de agosto de 1905 – 12 de septiembre de 1992) fue una actriz teatral y cinematográfica de nacionalidad estadounidense. 

## Biografía
Nacida en Saginaw, Míchigan, su madre era la artista de vodevil Eva Mudge. Estudió en la Immaculate Heart High School de Los Ángeles y se preparó en la American Laboratory Theatre de New York City en los primeros años 1920.
Nelson debutó en el circuito teatral de Nueva York como miembro del Group Theatre, del que formó parte entre 1931 y 1941, siendo aplaudida su actuación en la obra de Clifford Odets Waiting for Lefty.
Tras desaparecer el Group Theatre en 1941, Nelson se mudó a Hollywood. Allí, y a lo largo de los años 1940, rodó diferentes películas para 20th Century Fox y para otros estudios. Uno de esos filmes fue A Tree Grows in Brooklyn (1945), dirigido por su compañero del Group Theatre Elia Kazan. Cuando su carrera empezaba a despegar, su marido, el cineasta John Cromwell, fue acusado de comunismo y se le incluyó en la lista negra. Por ese motivo Nelson rechazó varias ofertas de trabajo para poder estar en Los Ángeles y apoyar a Cromwell.
Nelson se casó dos veces, la primera, con el actor William Challee, en 1931. La pareja se separó más adelante y Nelson se casó con el actor y director John Cromwell en 1946. Ambos permanecieron unidos 33 años, hasta la muerte de Cromwell en 1979.
Ruth Nelson falleció en 1992 en su casa en Nueva York a causa de un cáncer que se vio complicado por un accidente cerebrovascular y por una neumonía.

## Filmografía
| Año  | Título                     | Personaje                       | Observaciones                 |
| ---- | -------------------------- | ------------------------------- | ----------------------------- |
| 1943 | La estrella del norte      | Nadya Simonov                   |                               |
| 1944 | None Shall Escape          | Alice Grimm                     |                               |
| 1944 | The Eve of St. Mark        | Nell West                       |                               |
| 1944 | Wilson                     | Ellen Wilson                    |                               |
| 1944 | Las llaves del Reino       | Mrs. Chisholm, madre de Francis |                               |
| 1945 | A Tree Grows in Brooklyn   | Miss McDonough                  |                               |
| 1945 | The Girl of the Limberlost | Kate Comstock                   |                               |
| 1946 | Shock                      | Mrs. Margaret Cross (voz)       | No acreditada                 |
| 1946 | Sentimental Journey        | Mrs. McMasters                  |                               |
| 1946 | Till the End of Time       | Amy Harper                      |                               |
| 1946 | Humoresque                 | Esther Boray                    |                               |
| 1947 | The Sea of Grass           | Selina Hall                     |                               |
| 1947 | Siempre en tus brazos      | Miss Ridgeway                   |                               |
| 1948 | Arch of Triumph            | Madame Fessier                  |                               |
| 1977 | The Late Show              | Mrs. Schmidt                    |                               |
| 1977 | 3 Women                    | Mrs. Rose                       |                               |
| 1978 | A Wedding                  | Tía Beatrice Sloan Cory         |                               |
| 1979 | Visions                    | Amelia                          | Episodio: "Ladies in Waiting" |
| 1980 | Ryan's Hope                | Mrs Merck                       | Episodio: #1.1322             |
| 1980 | A Christmas Without Snow   | Inez                            | Telefilm                      |
| 1981 | Hart to Hart               | Ida Cox                         | Episodio: "Blue Chip Murder"  |
| 1981 | Skokie                     | Abuela Jannsen                  | Telefilm                      |
| 1983 | The Haunting Passion       | Judith Granville                | Telefilm                      |
| 1990 | Despertares                | Mrs. Lowe                       |                               |
| 1991 | Lethal Innocence           | Bernice                         | Telefilm                      |